# Balmahmut
Balmahmut – miejscowość w Turcji, położona w prowincji Afyonkarahisar, w dystrykcie Sinanpaşa. Według danych z 2011 roku miejscowość liczyła 527 mieszkańców.